# Medalha "Defensor da Rússia Livre"

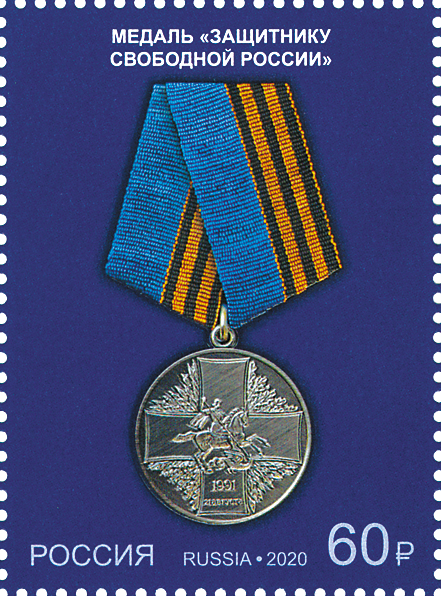
Medalha "Defensor da Rússia Livre" em selo postal da Rússia de 2020 da série "Prêmios Estatais da Federação Russa"

A Medalha "Defensor da Rússia Livre" (em russo: Медаль «Защитнику свободной России»; romaniz.: Medalʹ «Zashchitniku svobodnoy Rossii») é uma condecoração estatal da Federação Russa. É concedida por bravura demonstrada durante a defesa da ordem constitucional nos eventos de 19–21 de agosto de 1991, por contribuições às reformas democráticas, políticas e econômicas, e por fortalecimento da estatalidade russa e solução de questões nacionais.
Foi a primeira condecoração estatal criada pela Federação Russa, instituída pela Lei da Federação Russa de 2 de julho de 1992 nº 3183-I "Sobre a instituição da Medalha 'Defensor da Rússia Livre'". A mesma lei aprovou o regulamento e a descrição da medalha. As primeiras medalhas foram concedidas postumamente a Dmitri Komar, Ilia Kritchevsky e Vladimir Usov, mortos durante os eventos de 19–21 de agosto de 1991 no incidente no Anel Viário de Sadovoye.

## Estatuto
De acordo com o estatuto a Medalha "Defensor da Rússia Livre":
- a condecoração é realizada pelo presidente da Federação Russa;
- a medalha é concedida a cidadãos da Federação Russa, cidadãos estrangeiros e apátridas por coragem demonstrada na defesa da ordem constitucional durante a tentativa de golpe de Estado de 19 a 21 de agosto de 1991, por méritos na implementação de transformações democráticas, reformas econômicas e políticas, no fortalecimento da estatalidade russa e pela contribuição para a solução de problemas nacionais;
- a apresentação para a condecoração com a medalha "Defensor da Rússia Livre" e sua entrega são realizadas na ordem estabelecida pela legislação vigente sobre condecorações estatais da Federação Russa;
- a medalha "Defensor da Rússia Livre" é usada no lado esquerdo do peito e, na presença de ordens e medalhas, é colocada depois da Medalha "Pelo Trabalho Valente na Grande Guerra Patriótica 1941–1945".

## Mudança na ordem de precedência
No momento da instituição da Medalha "Defensor da Rússia Livre", em 1992, ela deveria ser usada no lado esquerdo do peito, depois da medalha "Pelo Trabalho Valente na Grande Guerra Patriótica 1941–1945".
De acordo com o Regulamento sobre condecorações estatais da Federação Russa de 2 de março de 1994, o status da medalha foi elevado, e a condecoração imediatamente superior a ela passou a ser a Medalha "Pela Coragem".
Por decreto do Presidente da Federação Russa de 7 de setembro de 2010 nº 1099 "Sobre medidas para o aperfeiçoamento do sistema estatal de condecorações da Federação Russa" foram introduzidas novas mudanças na hierarquia das condecorações estatais, passando a Medalha de Pushkin a ser a imediatamente superior à Medalha "Defensor da Rússia Livre".

## Descrição

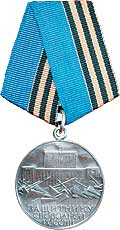
Reverso da medalha (apenas o círculo)

A medalha "Defensor da Rússia Livre" tem a forma de um círculo regular com 34 mm de diâmetro. É feita de tambaque e tem cor prateada. As bordas da medalha são contornadas por um rebordo. A medalha possui numeração.
No anverso da medalha, no centro de uma cruz equilátera, está representado São Jorge matando o dragão, com a inscrição em relevo "21 de agosto de 1991". Sobre o fundo liso ao redor da cruz há a imagem de ramos de louro e carvalho. No reverso, sobre um fundo ondulado, estão representados a Casa dos Sovietes da Rússia e uma imagem estilizada de barricadas. Na parte inferior, em três linhas, está a inscrição em relevo "Defensor da Rússia Livre" («Защитнику свободной России»; Zashchitniku svobodnoy Rossii).
A medalha é ligada por uma argola e uma pequena haste a um passador pentagonal coberto por uma fita moiré dupla de 24 mm de largura, metade azul-clara e metade com as cores de São Jorge.